# Edward Ernest Bowen
Edward Ernest Bowen (* 30. März 1836 in Glenmore, Irland; † 8. April 1901 in Moux-en-Morvan, Frankreich) war ein richtungsgebender Lehrer und Schulleiter der renommierten englischen Harrow School und schrieb deren berühmten school song „Forty Years On“.
Edward Bowen besuchte das Trinity College der University of Cambridge. Nach einer Assistentenzeit an der Marlborough School trat er 1859 als Lehrer in die Harrow School ein, an der er bis zu seinem Tode – von 1869 bis 1893 als ihr Leiter – tätig war. Er vertrat die Auffassung, dass Schüler dem Unterricht mit Interesse folgen und ein gutes Verhältnis zu ihren Lehrern haben sollten. Damit stand er im Widerspruch zu der im viktorianischen Zeitalter vorherrschenden strengen und formalen schulischen Praxis. Zugleich bemühte er sich um die Erweiterung der traditionellen altsprachlichen Ausrichtung und begründete damit die „moderne Seite“ der Internatsschule in Harrow on the Hill.
Edward Bowen ist bekannt für Beiträge zu militärischen und theologischen Themen. Außer den school songs für Harrow schrieb er noch eine ganze Sammlung anderer Verse. Dabei war er ein enthusiastischer Cricket- und Fußballspieler, Skater und Bergsteiger. Im Jahr 1864 spielte er in seinem einzigen First-Class-Cricket Match für Hampshire. Politisch war Bowen liberal eingestellt. Seinen Besitz vermachte er nach seinem Tode der Harrow School.
Als Mitglied des Wanderers FC gewann Bowen 1872 und 1873 die ersten beiden Auflagen des FA Cups.